# هانيير موسكيرا
هانيير موسكيرا (بالإسبانية: Hanyer Mosquera)‏ (15 يناير 1987 في كولومبيا - ) هو لاعب كرة قدم كولومبي في مركز الدفاع. لعب مع أونس كالداس وديبورتيس كوينديو وبورتلاند تمبرز وCentauros Villavicencio ‏ ولا إكويداد ‏ وريونيغرو أغيلاس.

## وصلات خارجية
- هانيير موسكيرا على موقع الدوري الأمريكي (الإنجليزية)
- هانيير موسكيرا على موقع قاعدة بيانات كرة القدم.إي يو (الإنجليزية)
- هانيير موسكيرا على موقع Soccerway.com (الإنجليزية)
- هانيير موسكيرا على موقع AS.com (الإسبانية)